# Caso Asunta Basterra
Caso Asunta Basterra o caso Asunta es como ha sido denominada por algunos medios de comunicación españoles la investigación judicial en torno a la muerte de Asunta Basterra Porto, una niña de doce años desaparecida el 21 de septiembre de 2013 y cuyo cuerpo sin vida fue encontrado en una pista forestal del municipio de Teo (La Coruña, Galicia, España) al día siguiente, 22 de septiembre de 2013. La investigación del caso por parte de la Guardia Civil fue conocida con el nombre de Operación Nenúfar.
En noviembre de 2015, apenas dos semanas después de la lectura del veredicto del jurado, se conoce la sentencia contra los padres de Asunta Basterra: dieciocho años de cárcel para cada uno por un delito de asesinato con la concurrencia del agravante del parentesco.
El 18 de noviembre de 2020, después de dos intentos de suicidio fallidos, Rosario Porto (madre de Asunta) fue hallada ahorcada en su celda de la cárcel de Brieva (Ávila), donde cumplía condena por el asesinato.

## Implicados y seguimiento
La niña Asunta Basterra Porto, cuyo nombre original era Yông Fāng, originaria de la ciudad china de Yongzhou (Hunan), había sido adoptada con solo nueve meses de vida por el matrimonio formado por la abogada Rosario Porto Ortega y el periodista Alfonso Basterra Camporro. El juez que se encargó del caso fue José Antonio Vázquez Taín, conocido por su actuación anterior y reciente en la recuperación del Códice Calixtino y en el caso del accidente ferroviario de Angrois. El caso motivó gran interés y fue objeto de numerosos reportajes en los principales medios televisivos españoles.
Rosario Porto Ortega (1969), la madre adoptiva, era hija única de un abogado muy conocido en Santiago, Francisco Porto Mella, y de una profesora de historia de arte de la universidad, María del Socorro Ortega Romero. Recibió una excelente educación. Tras concluir sus estudios de derecho en la Universidad de Santiago trabajaba en el despacho de su padre. El 3 de marzo de 1997 fue nombrada cónsul honoraria de la República Francesa, representación que heredó de su padre.
Alfonso Basterra Camporro (1964) era un periodista originario de Bilbao, asentado en Santiago de Compostela desde 1990 y especializado en temas económicos. Tras perder un puesto estable, se dedicaba a colaboraciones puntuales con algún medio y a gestionar el gabinete de comunicación de algunas empresas turísticas.
Rosario padecía brotes de lupus eritematoso, lo que llevó a los médicos a desaconsejarle un embarazo; por eso decidieron iniciar un proceso de adopción en China. Asunta fue la primera niña china adoptada en Santiago de Compostela.
El 5 de enero de 2013, víspera de Reyes, Alfonso descubre la infidelidad de su mujer al revisar los correos electrónicos de ella. El día 8 discuten y se produce la separación. Al principio hubo escenas desagradables, Rosario se sintió acosada, Alfonso le enviaba constantes mensajes con reproches y acusaciones. La sentencia de divorcio llega el 14 de febrero por mutuo acuerdo. Alfonso Basterra acude a un psicólogo y con el tiempo, la pareja alcanza un equilibrio. Él cuida de la niña y de Rosario, que además de su enfermedad, lupus, padece episodios depresivos, y a cambio, Rosario le ayuda económicamente. Viven en domicilios cercanos y él puede estar con la hija siempre que quiera.
El 26 de junio, Rosario es ingresada en Neurología del Hospital Clínico de Santiago por un agravamiento de su enfermedad, con mareos, inestabilidad al caminar y caída de un párpado. Permanece ingresada hasta el 1 de julio. Su exmarido llega a un pacto con ella, cuidará de ella y de la hija, pero le impone la condición de cortar la relación con su amante. Ella accede, aunque durante el juicio lo desmentiría.
La noche del 4 al 5 de julio se produce un supuesto incidente que no ha podido ser explicado. Entre las 02:30 y las 04:30 un hombre, según Rosario, intenta estrangular a Asunta en su habitación. Rosario afirma que se dejaron las llaves en la puerta por descuido, mientras dormía oyó ruidos, se levantó y acudió a la habitación de su hija, donde un hombre de complexión fuerte y baja estatura con guantes de látex tenía las manos alrededor del cuello de la hija. Este hombre fue calificado por la prensa como «el hombre de negro». Rosario lo agarró, el hombre le dio un gran empujón y salió corriendo. Sorprendentemente, Rosario no llamó a nadie para que las ayudara.
Hay diferentes interpretaciones de este incidente. Algunos creen que fue una mera invención de la madre, otros que se trató de un primer intento de asesinato llevado a cabo por la madre o los padres, o que fue una excusa para suministrarle Lorazepam. En el juicio, la vecina del tercero de Rosario aseguró no creer que esa noche alguien hubiese entrado en el edificio porque sus perros no ladraron.
La madre no procedió a denunciar. Asunta comunicó por WhatsApp a su mejor amiga que alguien había intentado matarla esa noche, pero luego no volvió a hablar del asunto con ella. En una excursión con otra amiga, Asunta contó la historia con signos de angustia y la madre de la amiga se puso en contacto con Rosario y la instó a denunciar. Rosario fue a preguntar a la comisaría de Santiago pero finalmente decidió no poner denuncia, aunque contó a la madre de la amiga que sí la había puesto.
En julio, Asunta asiste a clases de música. El 9 de julio, el padre lleva a la hija con signos de somnolencia o mareo. El padre afirma que la hija tiene alergia y le han dado un antihistamínico que le había provocado esa reacción. El 22 vuelve a ocurrir un incidente parecido, la niña no es capaz de tocar bien, está medio dormida, tiene problemas al andar. La directora la interroga y Asunta afirma que le dan «unos polvos blancos que saben fatal» y la dejan dormida durante horas. A preguntas de la directora la niña afirma que es su madre la que le hace tomar los polvos: «Mi mamá»; y que una amiga de su madre se los ha dado a la madre en el portal de su casa.
En el mes de agosto, Rosario sufre un cuadro depresivo acompañado de ansiedad, y Alfonso la cuida. Asunta pasa el mes alejada de sus padres, primero con su madrina, del 30 de julio al 22 de agosto, en Villanueva de Arosa; más tarde, el 28 de agosto se va a Valle del Dubra con su cuidadora, la mujer que ayudaba a Rosario en las tareas domésticas. Durante su ausencia, los padres la llaman a diario, pero no la visitan. La niña parece alegre, feliz y sin preocupaciones.

## Desarrollo
Los padres de Asunta denunciaron su desaparición a las 22:31 horas del 21 de septiembre de 2013. En torno a la 01:15 horas del día siguiente, dos hombres descubrieron un cadáver en la pista forestal de Feros, perteneciente a la parroquia de Cacheiras, en el municipio de Teo (5 km de la casa de campo de Rosario Porto en Montouto, también en Teo), alertando a los Servicios de Emergencia, quienes identificaron el cadáver de la niña desaparecida. El día 24 de septiembre Rosario Porto fue detenida e investigada por un presunto delito de homicidio. Un día después también el padre, Alfonso Basterra, fue detenido e investigado.
De acuerdo con los datos recogidos durante la investigación, la misma giró en torno a una serie de pistas, entre las que se encuentran:
- Unas cuerdas plásticas encontradas en la propiedad de la madre semejantes a las empleadas para atar el cadáver de la menor.[29][28]
- La presencia del medicamento ansiolítico lorazepam en cantidades tóxicas en la sangre de la niña.[30][28]
- El ordenador portátil y el segundo teléfono móvil del padre desaparecieron al iniciarse la investigación, pero alguien los colocó en su piso más tarde, después de manipular el disco duro.[31][28]

En junio de 2014, el juez Taín puso fin a la instrucción del caso, dando paso al proceso de apertura de juicio oral. En octubre, la Sección Sexta con sede en Santiago terminó con los últimos trámites judiciales. La selección del jurado popular se inició en mayo de 2015, estando previsto el comienzo del juicio para entre el 23 de junio y el 17 de julio del mismo año, pero se produjeron algunos retrasos y fue finalmente a finales de octubre de 2015 cuando se inició el juicio en la Audiencia Provincial de La Coruña, con 84 testigos y 60 peritos.Francisco Porto Mella
El 30 de octubre de 2015, el jurado popular designado por el Juzgado de Santiago de Compostela halló culpables tanto a Alfonso Basterra como a Rosario Porto, por unanimidad, del asesinato de Asunta Basterra.En mayo de 2016 el Tribunal Superior de Justicia de Galicia corrige el veredicto y considera no probado que Alfonso Basterra subiera al coche y acompañara a la madre; fue por tanto la madre la que provocó la asfixia, aunque mantiene la pena para él por planear y colaborar en el asesinato.En octubre del mismo año la Sala Segunda del Tribunal Supremo confirma la sentencia del TSJ de Galicia.
El miércoles 18 de noviembre de 2020 encuentran en su celda de la prisión de Ávila el cuerpo sin vida de Rosario Porto, al parecer muerta por ahorcamiento.

## Reconstrucción
Por otra parte, gracias a testimonios, las cámaras de vigilancia y a los registros de los teléfonos y dispositivos digitales, se han podido reconstruir las actividades de los padres en las horas próximas a la desaparición y muerte de su hija:
4 y 5 de julio de 2013:
Según el relato de Rosario, el 4 de julio olvidó las llaves en la puerta de casa. Lo que permitió en las primeras horas del 5 de julio el ingreso de quien describe como un varón de 1.60 m de altura que atacó a Asunta en su dormitorio. Según declara, confrontó al hombre tras lo cual escapó.
9 y 22 de julio de 2013:
En dos ocasiones profesores de una escuela de música notan que Asunta parece estar somnolienta y es incapaz de tocar . 
21 de septiembre de 2013:
08:30 Asunta despierta en casa de su padre Alfonso donde pasó la noche (su madre habría pasado la noche con su amante).
09:30 La niña se dirige a la casa de su madre para una clase de chino. La distancia entre las dos casas es menor a 100 metros y no es necesario cruzar la calle.
10:15 Comienza la clase, la misma se extiende más de lo habitual ya que la profesora, Asunta y Porto se quedan charlando.
12:10 La profesora se retira. Asunta no acude a la Alianza Francesa, como era habitual.
13:55 Asunta deja su casa, camino al piso de su padre adoptivo. Habían quedado en que iban a comer en la casa de Alfonso, pero Asunta sale antes para llegar a ver «Los Simpson».
14:00 Pasa ante la cámara de una sucursal bancaria (Bankia) en la esquina frente a la plaza de Puente Castro, camino del piso de su padre. El padre ya había retornado tras hacer compras para la comida.
14:29 El teléfono de Rosario Porto registra una conexión (geolocalizada en las inmediaciones del piso de Basterra). No habrá más actividad hasta las 19:29.
14:30 La madre llega a la casa de Alfonso.
15:00 Comen revuelto de champiñones y albóndigas, todo cocinado por este último.
15:00-17:00 Franja horaria en la cual Asunta habría ingerido el Lorazepam.
16:30 Los tres juegan a las cartas dos partidas de Continental.
16:59 El primer móvil del padre registra una llamada, geolocalizada en cercanías a su piso (se aclara que es el primer móvil, ya que el padre tenía otro que fue hallado más tarde). No tendrá más actividad hasta las 20:47. El que no tenga actividad no implica que el móvil necesariamente esté apagado (no necesariamente se le hizo algo para que no sea localizable).
17:21 Asunta pasa ante la misma cámara de Bankia, en camino al piso de su madre en Doutor Teixeiro. Habría ido a hacer sus deberes escolares. Rosario Porto declara que se quedó fumando un rato en la casa de Alfonso.
17:25 Asunta envía un WhatsApp a sus amigas diciéndoles que se retiraba a hacer los deberes.
17:28 Rosario Porto pasa también frente a la cámara de la entidad bancaria, supuestamente camino a su piso, donde estuvo escasos minutos antes de salir nuevamente para ir a buscar su automóvil.
17:38 El móvil de Asunta registra una conexión de datos, geolocalizada en las inmediaciones del piso de su madre. No tendrá más actividad hasta las 21:05.
17:43 Se producen tres llamadas desde el teléfono fijo en el domicilio de Porto hacia el móvil de Porto. Todas acaban en el buzón de voz. Se desconoce el autor de las llamadas, aunque podría ser Asunta llamando a su madre.
17:50 Según la primera declaración de Porto, regresó a Santiago de Compostela hacia esa hora, y luego se dirigió sola hacia su casa de Montouto.Mientras, Asunta quedó en su casa haciendo los deberes.
18:09:48 La cámara del Banco Sabadell registra a Rosario Porto camino a la cochera. (La cámara no fue mencionada como prueba en el juicio, según la fiscalía porque su tiempo no estaba verificado).
18:12:21 Rosario Porto queda registrada en otra cámara diferente, de camino a Xeneral Pardiñas número 7, donde guarda su automóvil en el garaje que pertenecía a sus padres, un Mercedes 190 de color verde.
18:14:57 El Mercedes de Porto sale del garaje.
18:15:20 El Mercedes es registrado por cámara en Montero Ríos. Sería entre este momento y la siguiente grabación cuando la niña entra en el auto, tanto por lo que considera la acusación como por lo que declara Rosario Porto en su última versión, donde dice que tras recoger su coche recuerda que debe pasar por su casa a buscar una bolsa para los bañadores. Ahí, según declara, Asunta decidió que quería acompañarla a Teo. Por tanto, Asunta entra en el coche en el tramo de dos manzanas donde está situado el portal de su residencia.
18:20:00 El Mercedes es registrado por una cámara en la esquina de Doctor Teixeiro con Avenida de Argentina.
18:20:20 El automóvil de Porto es registrado por la cámara del Parlamento Gallego.
18:21:23 El coche conducido por Porto rodea una rotonda camino de Teo. A bordo se ven las figuras de ella y su hija.
18:00 a 19:00 La niña y Alfonso Basterra son vistos por Clara Baltar, una conocida de sus clases en la Alianza Francesa que se hallaba haciendo compras. Si bien la testigo dice que esto sucedió en torno a las entre las 18 y las 19, el ticket de la compra indica hora de compra 18:21 y hora de pago 18:23. Esto entraría en conflicto con la foto de la Galuresa (18:21:23). Según el juez instructor, como el testimonio de Clara Baltar fue conocido dos meses más tarde, la máquina registradora no fue auditada para confirmar que el horario estuviera correctamente configurado en el dispositivo.
18:24:54 Clara Baltar es registrada caminando unos metros por la calle Xeneral Pardiñas, más allá del cruce con la calle República del Salvador, en la misma cámara del Banco Sabadell que captó a Rosario camino del garaje a las 18:9:48. La cámara no fue analizada en el juicio ni por el fiscal ni por la defensa.
18:33 La alarma de la casa de Montouto (Teo) es desactivada.
19:00 También como parte de su segunda versión, Porto dice que Asunta quiso volver sobre esa hora sin haber entrado siquiera a la casa. Según ella, la niña se arrepintió de haber ido, desea además hacer sus deberes y menciona que se sentía mareada. Entonces conduce nuevamente hacia Doutor Teixeiro donde deja a Asunta en la calle pero sin verla ingresar, tras lo cual se dirigió nuevamente a la casa de Montouto. De camino fue al Decathlon de Santiago, pero al advertir que le faltaba su cartera, siguió su camino a Montouto por tercera vez para buscarla.
Cabe destacar que la alarma de la casa en Montouto no fue reactivada durante todo este periodo. Salvo el primero, acompañada por Asunta en dirección a Teo a las 18:21 y el último pasadas las 20:53, ninguno de estos viajes fue registrado por ninguna cámara. 
19:00-20:00 Hora estimada de la muerte de Asunta según los forenses; la estimación es aproximada, ya que no se tomó la temperatura del cadáver. Peritos de la defensa dicen que la muerte puede haber sido tan tardía como las 22:00 horas.
19:29 La madre hace una conexión de datos de internet (geolocalizada en Montouto). Realiza una búsqueda en Google. Declara que poco después su móvil se apaga y queda sin batería. No tendrá más actividad hasta las 21:52.
20:09 Una amiga de Asunta se preocupa por su silencio en el grupo de WhatsApp que la amigas tenían y pregunta por ella. Asunta no responde.
20:47 El primer móvil del padre registra una conexión (geolocalizada en cercanías de su piso), ya que comienza a realizar varias llamadas al móvil de Asunta, de Porto y al teléfono fijo en el domicilio de Porto.
20:53 La alarma de la casa de Teo se vuelve a conectar. A esa hora (aprox.) un vecino saluda a Porto, en coche, pero no ve a la niña.
21:05 El móvil de Asunta registra una conexión, debido a que su padre se encuentra llamándola desde su celular.
21:28 Una cámara del Parlamento de Galicia registra el retorno de Rosario Porto desde Teo. Los otros retornos que refiere haber realizado no son captados por la cámara.
21:32 La cámara en cercanías al garaje la capta bajando con una bolsa en la que dice que estarían los bañadores que fue a buscar a Teo. Entre la activación de la alarma y la llegada tardó 38 minutos, 26 más de lo que tardó a la ida.Los bañadores se hallaron luego guardados en un cajón en el piso de Porto.
Entre 21:44:36 y 22:06:55 el padre aparece en las cámaras de seguridad de la sucursal de Bankia pasando una y otra vez, hasta en nueve ocasiones, por delante del objetivo, se supone que buscando a su hija.
21:52 El móvil de Rosario Porto vuelve a registrar actividad, geolocalizado en inmediaciones de su piso.
22:31 Los padres denuncian la desaparición de Asunta en la comisaría central de Santiago de Compostela.
22:30-40 Un vecino de la pista forestal asegura haber pasado a esa hora por el lugar y no ver el cuerpo de la niña.
22 de septiembre de 2013:
00:39 (aprox.) Ese mismo vecino vuelve a pasar por el lugar donde más tarde será encontrado el cadáver, sin ver nada extraño.
01:30 (aprox.) Una pareja de jóvenes que se dirigen a la parroquia de Oza encuentran el cuerpo de la niña.
01:39 La Guardia Civil recibe el aviso de que dos personas afirman haber encontrado un cadáver.
07:00 Se procede al levantamiento del cuerpo.
23 de septiembre de 2013:
Rosario Porto es arrestada.
24 de septiembre de 2013:
Alfonso Basterra es arrestado.
La ingesta del lorazepam habría sido entre 3 a 4 horas antes de su muerte, lo que la sitúa potencialmente en la casa de Alfonso Basterra, donde almorzó.
El cambio de la versión de Porto es necesario para explicar el avistamiento de la silueta de Asunta dentro del auto en la cámara de la Galuresa. Según la acusación, el viaje para volver a dejar a Asunta en el piso de Doutor Teixeiro no habría existido. Asunta habría realmente permanecido en la casa de Teo donde fue asesinada. Esto es respaldado por el hecho de que ninguna cámara capta a Porto retornando a Santiago. Además, el hecho de que permanecieran en la casa explicaría por qué la alarma no fue activada hasta las 20:53.
La acusación también supone que el avistamiento de Alfonso Basterra acompañando a Asunta por parte de una testigo en torno a las 18:18 implica que él participó en el momento que se la subió al auto de camino a Montouto. No obstante, existen incongruencias en los horarios, ya que un ticket de una compra que realizaron los testigos tiene la hora 18:23 y la policía no ha verificado que las horas sean correctas en los dispositivos.
El tiempo para volver desde Teo fue muy superior al utilizado para ir. Porto declaró que se debió al tráfico, a que paró en una estación de servicio aunque finalmente no cargó combustible (donde la cámara no la captó) y porque se dirigió nuevamente a Decathlon, pero que no llegó al comercio porque notó que era tarde. La acusación consideró que la explicación es inverosímil y un intento para justificar el largo tiempo de retorno.  La sospecha es que fue durante este tiempo que se llevó el cadáver al lugar donde fue hallado.
Es importante destacar que, por limitaciones tecnológicas de la época, los teléfonos móviles solo se podían localizar cuando tenían una conexión de datos o de voz. El que no esté localizable o no tenga actividad no significa que haya estado apagado. Pudo haber estado encendido, lo que no prueba un intento deliberado de esconder su posición.
Durante el levantamiento del cadáver, los forenses no tomaron la temperatura vía rectal por miedo a destruir o contaminar pruebas, ya que se sospechaba de una agresión sexual. Tampoco tomaron la temperatura de otra manera, por ejemplo, en el oído o en la cavidad nasal, ni la temperatura ambiente, por lo que no se pudo establecer con rigor la hora de la muerte. El cuerpo estuvo casi cuatro horas yaciente en el talud, y doce horas dentro de una cámara frigorífica antes de que se le extrajera humor vítreo del ojo, otro procedimiento para calcular la hora de defunción, lo que impidió un cálculo riguroso. Los dos forenses, catedráticos en medicina legal, llamados por la defensa de Rosario Porto, afirmaron que «no aparece claramente justificado el intervalo establecido en el informe de la autopsia».

## Investigación
En una primera versión de los hechos, Rosario Porto había declarado que dejó a Asunta sobre las 19:00 horas en su casa de Santiago de Compostela, y que cuando regresó un par de horas después, la niña ya no estaba. Las cámaras muestran que Rosario había ido al garaje mucho antes de lo declarado, error que ella atribuyó al nerviosismo. La manera y lugar en el que fue abandonado el cadáver hizo pensar a los agentes en el entorno familiar de la víctima.
Al reconstruir su recorrido, Rosario comenta que, antes de dirigirse a Teo a recoger unos bañadores, había parado en doble fila frente a la puerta de su apartamento, para coger una bolsa. Una cámara en una rotonda, frente a una gasolinera, graba el coche de la madre a las 16:21:24. En el asiento del copiloto hay una persona bajita con ropa blanca acompañando a Rosario. Aunque la baja resolución de la imagen impide reconocerla, es indudable que sólo puede tratarse de Asunta.
El martes, 24 de septiembre, tras la incineración del cadáver de la hija, Rosario es detenida e imputada por las incongruencias, las contradicciones y los cambios de versión en sus declaraciones.
Al día siguiente, Alfonso Basterra también es detenido e imputado. Tras conocerse los resultados del informe de toxicología, los investigadores sospechan de él por las compras de lorazepam que realizaba para su exmujer.
Durante tres días, los padres permanecen en dos celdas próximas en los calabozos de la Guardia Civil, donde todas sus conversaciones son grabadas sin su consentimiento por una orden del juez instructor. Más tarde, la Audiencia Provincial de La Coruña anulará la validez de esas grabaciones y prohibirá que sean usadas en el juicio.
La madre modificó su testimonio cuando conoció la existencia de una imagen de cámara de seguridad en las que se la veía en el coche junto a la menor en dirección a Montouto (Teo). Según la nueva versión, Porto subió a casa a coger una bolsa, la niña le dijo que se aburría y que quería acompañarla, fueron juntas a la casa de campo. Tras desconectar la alarma de la villa, Asunta se arrepiente y manifiesta que desea regresar a Santiago para continuar con los déberes, la madre la lleva de vuelta hacia las 18:50, deja a Asunta cerca de la casa del padre sin poder especificar el lugar exacto, y volvió a la casa de campo.
Un análisis del cabello de Asunta revela que había consumido altas dosis de lorazepam en varias ocasiones, la primera vez tres meses antes de su muerte, lo que se asocia con los testimonios sobre mareos y somnolencia aportados por los profesores de la academia de música. La imputación pasa de homicidio a asesinato, por suponer agravante de alevosía y parentesco.
Una prima del padre de Rosario Porto afirmó ante los periodistas que había un móvil económico en el crimen porque la hija era la heredera universal de los abuelos y apuntó a que Rosario podía haber matado a sus padres. La investigación de la Guardia Civil descartó el móvil económico: Rosario era la única heredera y sus padres no habían hecho ninguna donación en vida a su nieta. Un año antes de la muerte de Asunta, la abuela había muerto en la cama a los 77 años y el padre, siete meses después, a los 88, también en la cama, ambos por causas naturales. Los certificados de defunción se firmaron sin problemas y no se había producido ninguna sospecha sobre estos dos fallecimientos. La Guardia Civil no pudo investigar más por la incineración de los cadáveres. El juez instructor negó que se estuvieran llevando a cabo pesquisas sobre esas dos muertes.
A principios de octubre, el laboratorio central de criminalística de la Guardia Civil identifica en dos manchas de semen en la camiseta de Asunta el perfil genético de un varón, un joven colombiano residente en Madrid. El joven estaba siendo investigado acusado de violar a una menor en una fiesta en su domicilio, pero posteriormente fue absuelto. Por eso un preservativo con muestras de su semen se hallaba en el mismo laboratorio y la misma cámara frigorífica donde se analizó la camiseta de Asunta. El joven poseía una sólida coartada, ya que había cenado esa noche en Madrid, con su novia, su hermana y una amiga de su hermana, habían colgado fotos de la cena en Facebook esa misma noche y la cuenta de la cena de esa noche coincidía además con lo que se veía en las fotos. Aun así, las defensas de Rosario Porto y Alfonso Basterra intentarán dirigir las sospechas hacia ese tercer hombre, al que la prensa apodó «el hombre del semen».

El 30 de octubre de 2013, El Mundo publica como exclusiva una supuesta filtración de las primeras grabaciones de los padres de Asunta en los calabozos. Esta información fue repetida por casi todos los principales medios del país. El programa Espejo Público de Antena 3 emite la falsa conversación de los detenidos reproducida por unos actores. Rosario: «Tú y tus jueguecitos... ¿Te ha dado tiempo a deshacerte de eso?» Alfonso: «Calla, que a lo mejor nos están escuchando». Estas frases no aparecen en la transcripción oficial de la policía ni se escuchan en ninguna otra parte de las conversaciones que no se transcribieron; sin embargo, fueron aceptadas y repetidas durante años, antes y después del juicio, por casi todos los medios de comunicación españoles, incluyendo televisiones públicas.
El episodio más grave en todo el asunto de las conversaciones en las celdas de la prisión fue cómo una cadena de televisión incluyó algunas frases que, de haberse utilizado en el juicio, habrían sido sumamente incriminatorias, aunque si las conversaciones se hubiesen utilizado en el juicio inmediatamente se habría hecho evidente que esa parte no figura en la grabación original.
El programa en cuestión se emitió en Antena 3 en octubre de 2013; utilizaron actores para recrear las conversaciones y se pudo oír (y leer en los subtítulos) el siguiente diálogo, que no aparece ni en la transcripción policial oficial ni en ninguna otra parte de las conversaciones que no transcribió la Guardia Civil. Supuestamente, Rosario y Alfonso dijeron:
R: Tú y tus jueguecitos. ¿Tuviste tiempo de deshacerte de eso?
A: Cállate, podrían estar escuchándonos.

La primera y última de estas tres frases son ficticias, mientras que la segunda es una adaptación de lo que sí dijo Rosario: «No tuviste tiempo a eso, ¿verdad?». El problema es que estas frases luego se tomaron como una verdad aceptada y se repitieron ad infinitum en los periódicos, revistas y televisión (incluso en las noticias nacionales de TVE-1, el 30 de octubre de 2013).
Estas conversaciones, inventadas, no fueron usadas en el juicio porque todas las grabaciones fueron declaradas nulas por suponer una injerencia en el derecho fundamental al secreto de las comunicaciones. Según la decisión de la Audiencia Provincial: "no podrán acceder de modo alguno al procedimiento". Curiosamente, otra parte de las grabaciones verdaderas sí indicaba que Rosario y Alfonso no se habían juntado aquella tarde para meter a la niña en el coche.
Rosario: ¿Tú no saliste en toda la tarde de casa?
Alfonso: No, ¡qué va!, tranquila.
Rosario: Estás seguro, ¿verdad, Alfonso?
Alfonso: Te doy mi palabra de honor, nena. Te doy mi palabra de honor, Charo, que no salí de casa.

(Grabación de la tercera noche en calabozos de la Comandancia de la Guardia Civil en La Coruña, 26 de septiembre de 2013.)
Sin embargo, este diálogo no fue publicado por ningún medio y sólo se conoció tras su emisión en el tercer episodio del documental de Ramón Campos en 2017.
A finales de diciembre aparecen el ordenador portátil y el teléfono móvil de Alfonso Basterra en su domicilio de Santiago de Compostela. La abogada de Alfonso comunica por escrito al juzgado que Basterra va a dejar el alquiler y que en ese piso «siempre ha estado el ordenador del imputado y el teléfono del mismo». Los dos objetos que la policía había estado buscando aparecen inmediatamente, aunque el pequeño apartamento ya había sido registrado exhaustivamente por los agentes tres meses antes, si bien no fueron buscando un ordenador sino pruebas del delito como tranquilizantes o fármacos.
En junio de 2014 se filtra que Alfonso Basterra había visitado muchas páginas pornográficas y se destacaban «los vídeos e imágenes pornográficas con mujeres de rasgos asiáticos». Esto desató numerosos rumores sobre las tendencias sexuales del padre. Nunca se publicó cuánta proporción de vídeos o imágenes pertenecían a mujeres asiáticas. El informe de los agentes sobre el contenido del portátil concluía que el imputado consultaba todo tipo de páginas eróticas y de contenido sexual, no solo referente a mujeres asiáticas.
La página de Facebook del acusado también fue comentada en diversos medios de comunicación. Entre los 264 agregados a su página, había amistades relacionadas con su trabajo, balnearios y turismo, amigos personales y trabajadores de la prensa o la televisión gallega, pero también varias chicas extranjeras asiáticas. Nunca se especificó cuántas. Estas chicas compartían por Facebook fotos en poses eróticas pero ninguna de estas fotos aparecía en la página de Facebook del imputado.
También en junio, el Grupo de Delitos contra las Personas recupera del teléfono móvil de Asunta (antes propiedad de la madre) unas fotografías borradas que fueron consideradas comprometedoras. Hay imágenes de la niña durmiendo, con los ojos cerrados, envuelta en un edredón. Especialmente comprometedoras resultan unas fotografías tomadas tras la fiesta de fin de curso de ballet de la niña. Asunta, con 9 años, aparece vestida de cabaretera, con corsé y medias de rejillas. Era el traje elegido por la profesora para todas las alumnas. Los padres han realizado diversas fotografías y en dos de ellas Asunta aparece tumbada de lado en un sillón con las piernas abiertas sobre un reposabrazos y aspecto cansado.
En numerosos artículos y programas de los medios españoles se confunde la aparición de las fotografías de la niña en el antiguo móvil de la madre con la pornografía y las imágenes de mujeres asiáticas encontradas en el ordenador del padre. A veces se afirmaba que las fotografías estaban en el ordenador del padre, otras veces simplemente se publicaban las dos informaciones juntas sin distinguir claramente que se trataba de dos hechos diferentes. Se crea así una opinión general de Alfonso Basterra como pedófilo o de los padres como pervertidos o depravados.   
El abogado de Rosario Porto consideró las fotografías «normales e irrelevantes» y denunció que la Guardia Civil poseía el móvil de Asunta desde hacía nueve meses pero que habían dejado que se filtraran a la prensa en el momento oportuno para crear un ambiente hostil hacia los padres e intentar así influir en la opinión del jurado.
El juicio se pospuso por la dificultad para elegir un jurado popular. De los 36 candidatos elegidos por sorteo para formar el jurado, uno había muerto, otro no pudo ser localizado, tres fueron recusados por los abogados de las defensas al detectar incorrecciones en el cuestionario que debían rellenar previamente y dieciséis pusieron variadas excusas que el presidente del tribunal estimó, por lo que faltaban 4 para el mínimo de 20 candidatos. El juicio que iba a comenzar el 13 de junio se retrasa unos meses. El 29 de septiembre, en el primer acto de la vista oral, se elige tras más de cuatro horas a los cuatro candidatos restantes necesarios para la formación de jurado. Tres candidatos fueron descartados por los abogados de las defensas y uno por el ministerio fiscal.

Tras el veredicto del jurado y la sentencia condenatoria, el abogado de Rosario Porto, José Luis Gutiérrez Aranguren, va a considerar que el jurado estaba contaminado por los medios de comunicación y así lo hará constar en los recursos que presentará ante el Tribunal Superior de Justicia de Galicia y el Tribunal Supremo:
En la causa que nos ocupa resulta ostensible el impacto de los medios de comunicación de masas en la conformación de una preferencia por la tesis acusatoria en la opinión pública. Valga como ejemplo que en fecha 20 de noviembre de 2013, el periodista don José Manuel Pan publicó en la página web del diario La voz de Galicia el siguiente titular: «Rosario Porto mató a Asunta en Teo y ella sola se deshizo del cadáver».
Durante los dos años, desde la detención hasta el juicio, se publicaron infinidad de titulares condenatorios para los padres en los medios de comunicación más vistos y leídos de España y de la provincia donde iban a ser juzgados: «Los padres de Asunta pactaron la muerte de la niña por un 'razonamiento perverso'» (El Mundo), «El sumario revela que el asesinato de Asunta fue un 'plan concordado' de los padres» (El Mundo), «Tú y tus jueguecitos (...) ¿Te ha dado tiempo a deshacerte de eso?» (El Mundo), «Rosario Porto a Alfonso Basterra: 'Tú y tus jueguecitos (...) ¿Te ha dado tiempo a deshacerte de eso?'» (La Voz de Galicia), «Alfonso Basterra tenía fotos íntimas de Asunta y material pornográfico de mujeres asiáticas» (La Voz de Galicia), «¿Mataron a Asunta porque les molestaba?» (El Mundo, un día antes de la selección del jurado), «El padre de Asunta estuvo con la niña al ser envenenada y en otros dos incidentes» (El País), «Caso Asunta: la crueldad de unos padres señalados» (ABC), «Los padres de Asunta, confabulados para matar a su hija»(ABC), «Caso Asunta: el padre la drogó, la madre la asfixió y no hay terceras personas implicadas» (ABC), «¿Por qué mataron a Asunta Basterra? El crimen a manos de sus padres, Rosario Porto y Alfonso Basterra» (Telecinco), «La Audiencia ve numerosos indicios de que Basterra participó en el asesinato de Asunta» (La Opinión A Coruña), «Rosario Porto parece dispuesta a cargar el crimen a su exmarido para salvarse» (La Opinión A Coruña).

## Veredicto
Acabado el juicio, que se prolongó más de cuatro semanas y para el que fueron citados 84 testigos, y tras cuatro días de deliberación, el jurado emitió un veredicto de culpabilidad para ambos padres que resolvió solo algunas de las cuestiones principales del caso, pero también dejó dudas.
El jurado consideró (en el apartado 9 de los hechos probados) que la hora de la muerte estaba comprendida entre las 18 y 20 horas, para lo cual dio más valor al informe de toxicología sobre el proceso de digestión que a la prueba realizada en la autopsia con el análisis del humor vítreo. En concreto entre las 18:33 y las 20 horas.
El jurado consideró probado (en el apartado 1 de hechos probados) que ambos padres suministraron «repetidamente» y «de común acuerdo» lorazepam a su hija, medicamento vendido como orfidal, que Alfonso Basterra se encargó de comprar. Lo suministraron durante al menos tres meses antes del fallecimiento, tres veces en julio y una el 18 de septiembre.
También consideró probado (en el apartado 4 de hechos probados) que el día de su muerte los padres comieron con la hija en el domicilio del padre y que allí le suministraron una cantidad de lorazepam necesariamente tóxica para asfixiarla posteriormente, cuando hiciera efecto. El lorazepam hace efecto en los primeros 45 minutos después de la ingesta oral, pero una entidad bancaria demuestra que Asunta caminaba «erguida, orientada y rápida» al dirigirse de casa del padre a casa de la madre, a las 17:21 de la tarde. La abogada de Alfonso Basterra argumentó en su alegato final que no era coherente dejar salir a la niña sola a las cinco de la tarde si después de ingerir lorazepam en la comida debería estar en estado semicomatoso y cualquiera la podría ver o parar por la calle. Y la testigo que afirmó haber visto a Asunta por la calle con su padre, hacia las 18:22, no observó nada anormal en su forma de andar.
El jurado dio credibilidad al testimonio de una joven, tres años mayor que Asunta y compañera de ella en las clases de francés de la Alianza Francesa durante tres cursos, que afirmó haberla visto con su padre por la calle la tarde del 21 de septiembre. La joven había acudido con su novio a comprar unas zapatillas deportivas en una tienda de deportes de la calle General Pardiñas. Al salir vio a Asunta y Alfonso Basterra subiendo por la avenida República de El Salvador y pararse ante un paso de cebra. Conocía bien a los dos, pero no los saludó. El compañero de la testigo no los conocía y no se fijó en ellos.
Al día siguiente, al saber por Twitter que Asunta Basterra había sido encontrada muerta, afirmó ante sus familiares que ella la había visto junto con su padre la tarde anterior. Pasados dos meses, dado que se hablaba mucho en los medios de comunicación sobre la implicación del padre en el crimen y sus actividades aquella tarde, los padres deciden que la hija declare ante el juez instructor. Hasta entonces habían preferido mantenerla apartada de un procedimiento tan mediático y evitar que su nombre fuera dado a conocer.
El recibo de compra y una grabación de cámara del Banco Sabadell en la calle General Pardiñas demostraban que, en efecto, había estado allí aquel día. El recibo de compra de la testigo, mostrado en el juicio, indicaba las 18:21 como el momento en que se produce la lectura del código de barras, y 18:22:23 cuando se abre la caja.La testigo afirmó que en cuanto pagaron salieron al momento y vio a Asunta con su padre pasar ante ella.
Esto supondría una inconsistencia temporal con la cámara de la gasolinera de Galuresa, en cuyas imágenes Rosario y Asunta van en su coche camino de Teo a las 18:21:24. También con la cámara del Parlamento Gallego que graba el Mercedes-Benz a las 18:20:21. La caja registradora de la tienda no llegó a peritarse por haber pasado dos meses, pero el testimonio de la testigo de haber reconocido a Asunta y a su padre el día de su muerte fue creído por el Jurado, aunque la hora no se supiese con total certeza. Además, el juez instructor pensó que lo importante no era la hora, que podría ser equivocada en la caja registradora, sino que la testigo reconocía sin género de duda a Alfonso y a su hija la tarde del asesinato, lo que indicaría que Alfonso había mentido al declarar que había permanecido toda la tarde en su casa leyendo.
Sin embargo, la cámara del Banco Sabadell que se expone en el documental de Bambú Producciones muestra ese mismo día a las 18:24:54 a la testigo con su acompañante. Eso apuntaría a que la hora de la caja registradora podría no ser errónea. Pero, al ser imposible que Asunta estuviese en dos sitios al mismo tiempo, y ser vista en el coche de su madre camino a Montouto por la cámara de la gasolinera a las 18:21:24 y lejos de donde la testigo dice haber visto a Asunta con su padre, eso parece apuntar a que la testigo no la vio realmente.
Si lo que dice la testigo fuera cierto, Asunta esperó ante el semáforo, recorrió una manzana hasta la calle Doctor Teixero y subió al coche, que pasa ante una cámara del Parlamento Gallego a las 18:20:21 y la gasolinera a las 18:21:24, pero la testigo, sin pararse ante ningún semáforo, llega hasta el Banco Sabadell, un recorrido de unos 50 o 60 metros a las 18:24:54, cuatro minutos y treinta y tres segundos más tarde.
En el juicio se determinó que la testigo pudo ver a Asunta y a su padre en la calle a las 18:23.

En el apartado 7 de hechos probados, el jurado afirma que la cámara de la estación de servicio de Galuresa sufría un desfase horario: «en la cámara de la Galuresa a las 18:21 teniendo en cuenta un desfase de hora debido a la no sincronización de cámaras, se ve a Rosario y a Asunta en el Mercedes Benz».Sin embargo, en ningún momento se había hablado de un desfase horario de esa cámara; al contrario, al reconstruir el recorrido de Rosario Porto y Asunta esa tarde, los agentes de la policía judicial habían comprobado la exactitud de las horas:
Sin embargo, en las cámaras que se registraron y grabaron y obtuvieron fotogramas del recorrido que sí aparece, parlamento y estación de servicio de la Galuresa, sí se hizo una especificación detalladísima de 'Aquí figura esta hora pero comparada con el horario real, hay una diferencia de segundos' y no hubo ningún tipo de problema en hacerlo constar.
José Luis Gutiérrez Aranguren, abogado de Rosario Porto
Desde que sale Doña Charo del garaje, a las 18:14, hasta que llega a la Galuresa a las 18:21, todo ese itinerario está comprobado y cotejado.

Belén Hospido, abogada de Alfonso Basterra
El juez instructor al interrogar a Rosario Porto sobre los movimientos de esa tarde le dijo: «Lo tenemos hasta cronometrado».
La cámara del Banco Sabadell no fue expuesta en el juicio ni por el fiscal ni por ninguna de las defensas. Esa misma cámara había grabado a Rosario caminando cuando se dirigía al garaje a buscar el coche minutos antes de que pasara la testigo, y la hora de esa cámara sí había sido inspeccionada. La caja registradora, en cambio, no se inspeccionó. El abogado de Rosario Porto: «Esa caja (la caja registradora de la compra de las zapatillas deportivas) nunca se inspeccionó si estaba en hora o no, cosa que se hizo en todos los demás registros de cámaras y de grabaciones».
La defensa de Alfonso Basterra afirmaba que la testigo vio a Asunta con su padre pero otro día, ya que, efectivamente, Asunta y su padre habían pasado por esa misma calle otro día. 
Si Asunta ha tomado el lorazepam en casa del padre, su ingestión oral tarda una hora en hacer su máximo efecto, pero según la testigo, que la ve pasear hacia las 18:23, Asunta caminaba de modo normal. La explicación dada por las toxicólogas y el forense que dirigió la autopsia es que el lorazepam es una de las benzodiazepinas que menos efecto tiene como relajante muscular. Asunta pudo sentir una fuerte somnolencia, pero sin descoordinación de movimientos ni dificultad par caminar.Los abogados de las defensas destacaron que, con tal ingesta de lorazepam, Asunta habría estado comatosa en ese momento y que la cantidad ingerida era, según los forenses, «necesariamente tóxica».A preguntas de la defensa, la testigo confirmó que Asunta caminaba normal y que si hubiera andado raro lo habría notado.
Otro problema que deja el testimonio de la joven compañera de clase de Asunta y que fue tratado solo de pasada en el documental de Atresmedia es de dónde venía Alfonso con Asunta, por qué se había alejado de su casa y de la calle por donde pasa el Mercedes-Benz de Rosario para volver más tarde. No tiene sentido si Alfonso Basterra trataba de evitar las cámaras y solo acompañaba a Asunta para meterla en el coche de la madre lo más discretamente posible.
En la denuncia por la desaparición de Asunta, Rosario declaró que la dejó en casa, pero a las pocas horas de la investigación aportó un detalle más: al salir en su mercedes hacia la finca había parado en doble fila delante del portal de su casa para coger una bolsa donde guardar los bañadores que iba a recoger a Teo, a la casa de campo. Este nuevo detalle no tendría sentido si fuera completamente falso, es decir, si Rosario hubiera recogido a Asunta en la calle con la ayuda de su ex. En su declaración final, dos días después, tras difundirse el rumor de que había sido captada con su hija por una imagen de una cámara de seguridad, reconoce que paró en doble fila, subió a coger una bolsa y Asunta bajó con ella.

Durante dos meses, antes de la aportación del testimonio de la compañera de clase, los agentes de la investigación y el juez instructor consideraban seguro que Rosario había parado en doble fila justo delante del portal para recoger a la niña, entre las 18:15:20 y las 18:20:00. También suponían que Alfonso Basterra había ayudado a Rosario Porto a bajar a la niña, porque ésta se encontraba drogada y con dificultades para caminar.
Cuando bajó su hija al coche, ¿quién la ayudó a subirla al coche? Porque su hija iba tan drogada que era imposible que ella pudiera subir por su propio pie.

Juez instructor, José Antonio Vázquez Taín.
La formulación de la pregunta indica su convencimiento de que la niña no paseó por la calle. Sin embargo, califica a la testigo, que cambia todo esto y cuyo testimonio era contradicho por las horas de un ticket y una cámara, de "totalmente creíble".
El jurado consideró probado (en el apartado 9 de hechos probados), por la declaración de la testigo que situó a Alfonso con Asunta en torno a las 18:22 en la calle General Pardiñas, que Rosario no paró, subió a su piso a recoger una bolsa y salió con la niña, como había declarado finalmente, sino que Rosario paró para recoger a ambos porque ya estaban en la calle. Nada indicaba que Alfonso regresara a su domicilio y, mientras «las cámaras dejan claro que al menos Rosario y Asunta van en el coche, sin embargo, en ninguna cámara se puede descartar la presencia de Alfonso en él». Como ninguna cámara recogía la parte trasera del Mercedes-Benz de Rosario no podía descartarse que fuera agazapado ahí.
El Tribunal Superior de Justicia de Galicia corrigió esta afirmación. Solo se podía situar a la madre en la casa de Montouto en la que se produjo el asesinato. El argumento del jurado se consideraba «razonamiento poco racional» e «incompatible con los criterios lógicos de la inducción asentada en hechos probados». Aun así, tanto el Tribunal Superior de Justicia de Galicia como el Tribunal Supremo entendieron que el padre era igualmente culpable del mismo delito y quedaba condenado a la misma pena porque lo habían planeado conjuntamente y había intervenido con actos esenciales en la ejecución del plan.
El jurado declaró, por unanimidad, a Rosario Porto y a Alfonso Basterra culpables de la muerte de su hija Asunta. Concluyen que la sedaron durante meses y la asfixiaron por sofocación. Tras no encontrar «hechos no probados», se han mostrado no favorables al indulto ni a la suspensión de la pena. El jurado fue, incluso, más allá que el fiscal, al no rechazar la posibilidad de que Basterra fuese también en el coche hasta Teo con la niña y la madre.
Tras la lectura del veredicto, que Rosario Porto escuchó con más entereza y a la que Alfonso Basterra respondió con diversos gestos de negación, el fiscal solicitó 18 años de prisión por asesinato con agravante de parentesco y abuso de autoridad. La acusación popular, representada por la asociación Clara Campoamor, pidió la «pena máxima» para los padres, de 20 años de prisión. Dos semanas después del veredicto, la sección sexta de la Audiencia Provincial de La Coruña condenó finalmente a los padres a 18 años de cárcel con inhabitación especial para el ejercicio de la patria potestad durante este periodo de tiempo y abono de las costas.
El veredicto no entró a discutir el posible móvil del asesinato, que tampoco pudo aclarar satisfactoriamente la investigación, lo que ha dado pie a numerosas hipótesis y conjeturas con poca base real en prensa y redes sociales.

## Sentencia y prisión
El 16 de marzo de 2016, el Tribunal Superior de Justicia de Galicia desestima los recursos de los abogados de ambos y confirma la pena de 18 años, aunque reconoce que fue Rosario la que asfixió a su hija.
El 22 de noviembre, el Tribunal Supremo también desestimó los recursos de las defensas, reconoce que no había pruebas de la presencia de Alfonso Basterra en la casa donde presuntamente se produjo el asesinato, pero lo condena igualmente «ya que participó en plano de igualdad con Rosario Porto e intervino en actos esenciales que condujeron a la ejecución del hecho criminal», «sin la intervención del recurrente [Alfonso Basterra] no habría podido ser llevado a cabo el macabro desenlace».
En junio de 2017, el Tribunal Constitucional no admitió a trámite el recurso de amparo interpuesto por la defensa de Rosario Porto.Igualmente, inadmitió a trámite el recurso de Alfonso Basterra, presentado por una abogada asignada de oficio, tras la renuncia de su abogada Belén Hospido. 
Desde su encarcelamiento, los padres de Asunta, pese a hallarse en la misma prisión, no volvieron a encontrarse nunca salvo en los juzgados. No mantuvieron ninguna relación después de la sentencia.
Rosario Porto intentó suicidarse en prisión en dos ocasiones. El 24 de febrero de 2017, tras anunciarle que iba a ser trasladada a la prisión de A Lama, en Pontevedra, fue encontrada inconsciente por una ingesta de somníferos que había ido acumulando y hubo de ser ingresada en un centro hospitalario. Posteriormente fue trasladada, y el 12 de noviembre de 2018, en su nueva prisión, intentó quitarse la vida colgándose en las duchas con un cordón de una sudadera alrededor del cuello, pero la aparición repentina de otra reclusa la salvó. El 12 de noviembre fue ingresada en la enfermería de la prisión por una depresión profunda.
El 22 de marzo de 2020 fue trasladada a la cárcel de mujeres de Brieva, en Ávila, decisión que ella no aceptó de buen grado. Al principio se le aplicó el protocolo antisuicidio, que en total se le aplicó seis veces durante su condena.
Por ser abogada, Rosario Porto podía ayudar a sus compañeras de prisión a elaborar recursos judiciales o a entender mejor su situación procesal.Había enviado cartas a Instituciones Penitenciarias y al Defensor del Pueblo.
Rosario Porto, que siempre mantuvo firmemente su inocencia, se quitó la vida el 18 de noviembre de 2020, ahorcándose de una ventana con un cinturón hecho con tela de sábanas, mientras cumplía condena.Dejó todo su patrimonio, con valiosas propiedades inmobiliarias, a una amiga de la familia, que la visitaba con frecuencia, y nada a su ex marido.
Alfonso Basterra nunca ha dejado de manifestar su inocencia, lo que le impide acceder a los habituales permisos penitenciarios.

## Repercusión y cobertura mediática
La desaparición y muerte de Asunta Basterra fue el hecho delictivo con mayor seguimiento mediático en su época. El Colegio Profesional de Periodistas de Galicia y la Facultad de Periodismo de la Universidad de Santiago de Compostela criticaron en un comunicado el tratamiento informativo dado al caso Asunta.El Bloque Nacionalista Gallego (BNG), llevó esa crítica al parlamento regional y pidió a la Junta promover el cumplimiento por parte de los medios de comunicación públicos y privados los códigos éticos en casos de violencia que afecten a menores.
A finales de 2014, la periodista de sucesos Cruz Morcillo publicó El crimen de Asunta, donde recoge gran cantidad de detalles sobre la investigación y las diligencias del caso, que ella había cubierto para el ABC y El programa de Ana Rosa.
El 6 de octubre de 2016, ETB emitió el documental El caso Asunta, dentro del programa El lector de huesos, en que el antropólogo forense Paco Etxeberria discute los detalles de la autopsia.
El 24 de mayo de 2017 se estrenó el documental en cuatro partes denominado Lo que la verdad esconde: caso Asunta,dirigido por Elías León Siminiani. Pasó a estar disponible internacionalmente en Netflix en febrero de 2019 con el título El caso Asunta (Operación Nenúfar).
En 2018, el traductor inglés afincado en Santiago de Compostela, Mark Guscin, publicó para el público de habla inglesa The murder of Asunta Yong Fang, un libro exhaustivo con entrevistas a casi todas las personas relacionadas con el caso. En abril del 2024 apareció la traducción al castellano con una nueva introducción y un epílogo: Lo que nunca te han contado sobre el caso Asunta.
También en 2018, la dramaturga Tamara Gutiérrez escribe la obra teatral Historia de un monstruo, una crítica a la cobertura mediática del caso.
El 26 de abril de 2024, Netflix estrena en coproducción con Bambú Producciones El caso Asunta, una serie de ficción de seis episodios, en la que los productores del documental de 2017 intentan mostrar de nuevo desde la ficción las diferentes versiones de lo sucedido. La serie cuenta con grandes actores españoles como Candela Peña, Tristán Ulloa, Javier Gutiérrez, María León o Alicia Borrachero. Los nombres de los personajes secundarios han sido cambiados y sus vidas personales también han sido inventadas. Al final de cada capítulo una nota aclara que las tramas judiciales y policiales han sido ficcionadas para adecuarlas al ritmo narrativo de una serie de ficción.
En el episodio quinto de la serie se muestran dos versiones contrapuestas sobre la muerte de Asunta. El guardia civil Ríos expone que Rosario Porto actuó sola y luego Alfonso Basterra decidió apoyarla y fingir con ella que alguien se la había llevado; en cambio, la versión que da el juez Malvar es que ambos lo hicieron porque la niña conocía un secreto que podía destruirlos. En el capítulo tercero, hacia el minuto dieciocho, el fiscal manifiesta al juez la falta de solidez de las pruebas para decretar la prisión preventiva del padre, y en el capítulo sexto, minuto sexto, los guardias civiles revelan con una fotografía que la hora de la cámara que graba a la testigo que vio a Alfonso con Asunta en la calle indica que no pudo verla realmente, pero el juez instructor no le da importancia afirmando que es una diferencia temporal sujeta a interpretación y confiado en que los abogados de la defensa no van a encontrar esa foto.
El 3 de mayo de 2024,  La Voz de Galicia reconoce que la expresión de Rosario Porto "Tú y tus jueguecitos... ¿Te ha dado tiempo a deshacerte de eso", difundida por este medio antes del juicio, nunca había existido. Igualmente, La Vanguardia, que también lo había difundido antes del juicio, publica cuatro días más tarde otro artículo con "la conversación real" en que no aparece la famosa expresión.
En junio de 2024, el escritor Julián Peña publica un estudio sobre la condena de Alfonso Basterra, titulado: El caso Alfonso Basterra. Relectura de un error judicial, en el que sostiene que el asesinato de Asunta se entiende mucho mejor si se considera que fue probablemente cometido por la madre, sin la ayuda del padre, y revisa lo que él considera fallos de la instrucción y errores lógicos del veredicto, así como la influencia negativa de los medios de comunicación, creadores de un ambiente hostil previo al juicio que inevitablemente influyó en el proceso. El autor enumera y explica las razones que en su opinión demuestran que la testigo no vio realmente a Alfonso con su hija por la calle, por lo que se trataría de un falso recuerdo.
También en junio de 2024, Inma López Silva publica "¿Por qué Asunta?", que pretende analizar el caso desde una perspectiva de género y ofrece una alternativa a la investigación policial. Para la autora, Rosario Porto era inocente y Alfonso Basterra el culpable que mató a su hija para hacer daño a la madre por sus infidelidades, por lo que estaríamos ante un caso de violencia vicaria. Mark Guscin ya expuso esta posibilidad al final de su libro. En la misma contraportada afirma "¿Por qué su madre fue culpabilizada casi de inmediato sin que hubiese pruebas que la incriminasen" y da una respuesta ajena a los hechos: "Rosario Porto, en realidad, era sospechosa para los investigadores, y para la opinión pública, y por tanto para el jurado popular, por ser tres cosas mucho más evidentes y demostrables que un asesinato: era mujer, era rica y era inteligente". No menciona que la madre fue la última persona que acompañó a Asunta antes de su asesinato, que no declaró la verdad a la policía, que cambió su versión cuando supo que había una grabación que la inculpaba. Aunque en la contraportada se habla de "crónica trepidante y rigurosa", y de "el rigor del mejor periodismo", en realidad, el libro deja de lado información fundamental o altera los hechos: no se menciona que Asunta dijo a los profesores que "su mamá" le daba el polvo blanco que sabía fatal; afirma que las fotos de Asunta en el móvil de la madre fueron tomadas por Alfonso porque Rosario se encontraba hospitalizada, sin reparar en que las fotos fueron tomadas en junio de 2011 y la hospitalización de la madre se produjo dos años después, en junio de 2013; recuerda que los psiquiatras declararon como peritos en el juicio que el cambio de versión de Rosario podía deberse a una laguna por la medicación que tomaba, pero parece difícil que una madre recuerde que aparcó en doble fila, subió para coger una bolsa y prosiguió viaje pero haya olvidado que su hija salió con ella de la casa y han viajado juntas en el mismo coche. El error más burdo de esta teoría es la afirmación de que Alfonso Basterra fue la última persona a la que se vio en compañía de Asunta, es decir, que la testigo Clara Baltar vio a Asunta después de que Rosario la trajera de vuelta de la casa de Teo. Esto supondría que la vio, como poco, a las 18:33, diez minutos después de haber desconectado la señal de alarma de la villa, sin embargo, Clara Baltar pasó por ese lugar entre las 18:23 y 18:24:56 y es completamente imposible que la cámara tuviera un desfase horario mínimo de 8 minutos. La autora no da ninguna explicación ni información sobre estos problemas temporales. Supondría además que Alfonso improvisó el crimen de repente, cuando la hija llegó inesperadamente de visita, pero que sabía evitar todas las cámaras y que contaba con que ninguna cámara había podido grabar a la hija llegando a su casa.
El 26 de febrero de 2025 el canal Cuatro comienza la segunda temporada de En guardia: Mujeres contra el crimen con el título "Asunta, caso cerrado". El documental presenta a la agente Begoña Rodríguez, que participó como policía judicial a lo largo de toda la investigación y fue encargada de establecer una relación de cercanía con Rosario Porto. El programa, con una cuota de audiencia del 6,5%, defiende que el caso fue bien juzgado y evita entrar en las controversias posteriores.
En febrero de 2025, Alfonso Basterra publica su primera novela, Cito, escrita desde la cárcel. La obra está dedicada a su hija, pero no trata del caso ni de la vida en prisión, sino que transcurre en los años 40 en un pueblo de Castilla y León. Es una historia de amor y desamor satírica con cierto tono de esperpento y cercana en algunos momentos al realismo mágico. Poco después fue trasladado por petición propia de Teixeiro a la cárcel de Topas (Salamanca).